# Riambau I de Montseny
Riambau I de Montseny (?-1178), va ser un noble català del segle xii, baró de Montseny i Montpalau.

## Orígens familiars
Fill segon del primer matrimoni de Guillem Umbert i net del famós Umbert Odó, senyor del Montseny o de Sesagudes i de la no menys important Sicardis de Montsoriu; era nebot dels difunts Bernat Umbert, bisbe de Girona, i de Bernat Gausfred, que com gendre d'Umbert Odó, pel seu casament amb Guisla, era el senyor del castell de Palafolls. Els seus avis havien reunit a llurs baronies extensos territoris a l'actual comarca de La Selva, com els castells de les Agudes i Miravalls al Montseny, amb una bona part de la conca del riu Tordera, comprès el burg i mercadal de Sant Celoni, diversos alous a Maçanet i, a la costa, els termes dels castells de Montpalau, Palafolls i Lloret.
|  |                                 |  |  |  |  |  |  |  |  |  |  |  |  |  |  |  |
|  | 8. Odó de Sesagudes             |  |  |  |  |  |  |  |  |  |  |  |  |  |  |  |
|  |                                 |  |  |  |  |  |  |  |  |  |  |  |  |  |  |  |
|  |                                 |  |  |  |  |  |  |  |  |  |  |  |  |  |  |  |
|  | 4. Umbert de Sesagudes          |  |  |  |  |  |  |  |  |  |  |  |  |  |  |  |
|  |                                 |  |  |  |  |  |  |  |  |  |  |  |  |  |  |  |
|  |                                 |  |  |  |  |  |  |  |  |  |  |  |  |  |  |  |
|  | 9. Gerberga                     |  |  |  |  |  |  |  |  |  |  |  |  |  |  |  |
|  |                                 |  |  |  |  |  |  |  |  |  |  |  |  |  |  |  |
|  |                                 |  |  |  |  |  |  |  |  |  |  |  |  |  |  |  |
|  | 2. Guillem Umbert I de Montseny |  |  |  |  |  |  |  |  |  |  |  |  |  |  |  |
|  |                                 |  |  |  |  |  |  |  |  |  |  |  |  |  |  |  |
|  |                                 |  |  |  |  |  |  |  |  |  |  |  |  |  |  |  |
|  | 20. Sunifred                    |  |  |  |  |  |  |  |  |  |  |  |  |  |  |  |
|  |                                 |  |  |  |  |  |  |  |  |  |  |  |  |  |  |  |
|  |                                 |  |  |  |  |  |  |  |  |  |  |  |  |  |  |  |
|  | 10. Amat de Montsoriu           |  |  |  |  |  |  |  |  |  |  |  |  |  |  |  |
|  |                                 |  |  |  |  |  |  |  |  |  |  |  |  |  |  |  |
|  |                                 |  |  |  |  |  |  |  |  |  |  |  |  |  |  |  |
|  | 21. Aurúcia                     |  |  |  |  |  |  |  |  |  |  |  |  |  |  |  |
|  |                                 |  |  |  |  |  |  |  |  |  |  |  |  |  |  |  |
|  |                                 |  |  |  |  |  |  |  |  |  |  |  |  |  |  |  |
|  | 5. Sicardis de Montsoriu        |  |  |  |  |  |  |  |  |  |  |  |  |  |  |  |
|  |                                 |  |  |  |  |  |  |  |  |  |  |  |  |  |  |  |
|  |                                 |  |  |  |  |  |  |  |  |  |  |  |  |  |  |  |
|  | 11. Sança                       |  |  |  |  |  |  |  |  |  |  |  |  |  |  |  |
|  |                                 |  |  |  |  |  |  |  |  |  |  |  |  |  |  |  |
|  |                                 |  |  |  |  |  |  |  |  |  |  |  |  |  |  |  |
|  | 1. Riembau I de Montseny        |  |  |  |  |  |  |  |  |  |  |  |  |  |  |  |
|  |                                 |  |  |  |  |  |  |  |  |  |  |  |  |  |  |  |
|  |                                 |  |  |  |  |  |  |  |  |  |  |  |  |  |  |  |
|  | 3. Guillema                     |  |  |  |  |  |  |  |  |  |  |  |  |  |  |  |
|  |                                 |  |  |  |  |  |  |  |  |  |  |  |  |  |  |  |
|  |                                 |  |  |  |  |  |  |  |  |  |  |  |  |  |  |  |

## Núpcies i descendents
Es va casar dues vegades, primer amb Adelaida i després amb Sibil·la. D'aquest segon matrimoni en va néixer l'hereu, Guillem Umbert III de Montseny.

## Fets destacables
Riambau I va esdevenir baró de Montseny en disputar el testament del seu germà i primogènit, Guillem Umbert II de Montseny. Segons aquest, els seus béns i possessions havien de revertir a la Comanda dels Hospitalers de Sant Celoni, enlloc de la seva filla Beatriu de Montseny. El motiu al·legat van ser disposicions fetes pel pare d'ambdós, Guillem Umbert I de Montseny. Ramon Berenguer IV va intentar posar fi a les disputes el 1157 amb una sentència que no va ser seguida per Riambau, qui actuà amb violència vers els hospitalers. En una segona sentència, el burg de Sant Celoni passava a mans dels Hospitalers, quedant la resta de possessions per a Riambau.
En reeixir Riambau I, els títols nobiliaris passaren a la branca secundària de la família, però el fet que el burg de Sant Celoni, al centre dels seus dominis, fos en mans de l'ordre eclesiàstica, va obrir un front de disputes que va perdurar fins al darrer dels Montseny i no va cessar fins que la baronia passés a mans dels Cabrera, a través de la figura de Ramon de Cabrera.